# 谷間夢路
谷間 夢路（たにま ゆめじ、1943年3月30日 - 2012年10月7日）は、ホラー漫画家。東京都生まれ。
15歳の時に貸本劇画でデビュー。広範なジャンルの漫画を手がけ、その集大成としてホラー漫画に進出する。可憐な美少女に襲いかかる怪物たちの緻密な描写で少女ファンを恐怖させたホラー漫画作家。
鬼童譲二、たにゆめじ、出井州忍のペンネームも使用。

## 略歴
貸し本劇画時代、鬼童譲二のペンネームで『ウルトラQ』『ぶちかましの歌』『海底０マン』『死の溝（『ルーキー』No.5、太平洋文庫）※目次には「鬼童譲二」、本編には「鬼童壊二」と表記）』など50作品を発表。出井州 忍（でいず にん、ディズニーのもじり）のペンネームで少年チャンピオンに『釣ったれ名人』、ポプラ社児童文庫の装丁やイラストで『ハチャメチャ探偵帳』、実用書『男の自炊』『救急手当て早わかり』、サンケイスポーツ新聞に4コマ漫画を連載、そのほか多くの官能劇画を発表。谷間夢路のペンネームで『怪奇猫毛のアン』『絶叫劇場』などのレディースホラー、コミカル漫画ほか多数の作品を発表。2000年からインターネット、ブロードバンド、携帯をステージにした動きと音を組み込んだ新しい時代のマンガ、「ムービングマンガ」とアニメを制作発表した。2012年（平成24年）10月7日、69歳没。

## 単行本作品リスト

### 谷間夢路名義
- 放課後の悪霊（全3巻）グループ・ゼロ[5]
- 3年C組呪いの黒板（全3巻）、グループ・ゼロ[6]
- 墓場の姉妹（全1巻）秋田書店[7][8]
- 悪魔に魅せられて（全1巻）講談社[9]
- 恐怖 悪夢が来る!!（全3巻）グループ・ゼロ[10]
- 恐怖！死霊の闇（全3巻）グループ・ゼロ[11]
- 13日のゾンビ（全1巻）講談社[12]
- 絶叫学園（全1巻）大陸書房[13]
- 夢路の恐怖劇場（全2巻）実業之日本社[14]
- 絶叫劇場（全4巻）グループ・ゼロ[15]
- 恐怖目の怪（全1巻）ぶんか社[16]
- ゆーれい学校恐怖日記（全1巻）ぶんか社[17]
- 夢路の恐怖通信（1・2）[18][19]
- 怪奇夢路館（全3巻）グループ・ゼロ[20]
- 絶叫大予言（全4巻）グループ・ゼロ[21]
- YUMEJIの怪奇博物館（全3巻）グループ・ゼロ[22]
- 怪奇堂本舗（全3巻）、グループ・ゼロ[23]
- 池田貴族の心霊ファイル　秋田書店[24]
- 地獄少女あの世ちゃんこの世ちゃん（全1巻、のち全3巻でも出版）たにゆめじ名義（のち、谷間夢路名義でも出版）、リイド社（のち、グループ・ゼロからも出版）[25][26]
- 怪奇猫毛のアン（全2巻）蒼馬社[27][28]
- 絶叫館の死少女（全1巻）蒼馬社[29]
- Qの魔女伝（全2巻）グループ・ゼロ[30]
- 地図にない風景（全1巻）グループ・ゼロ[31]
- 結婚百怪談（全1巻）グループ・ゼロ[32]
- 団地妻ゴックン（全2巻）グループ・ゼロ[33]
- 快楽プレイの裏技（1・2・3・4）（原作：今戸悠）、大洋図書[34]
  - 1 快楽プレイの裏技[34]
  - 2 もっと快楽プレイの裏技[34]
  - 3 さらに快楽プレイの裏技[34]
  - 4 ますます快楽プレイの裏技[34]
- 知って得する法律知識（全1巻）（アドバイザー：今戸悠）黒田出版興文社[35]
- イヴの薬箱（全1巻）辰巳出版[36]

### 出井州忍名義
- 学校であったコワ〜イ話 トイレに花子さんがいる! （全1巻）（共著者：平川陽一）、日東書院[37]
- 義母（原作：トー・クン）フランス書院（コミック文庫）[38]
- 救急手当て早わかり : まんがでズバリこの一冊で安心できる!（全1巻）（監修：横山泉）、芳文社[39]
- まんが版 男の自炊入門―豪快・簡単・楽しくつくれる（全1巻）日東書院本社[40]
- 男の酒の肴入門: 豪快、簡単楽しくつくれる（全1巻）日東書院本社[41]
- 背骨イキイキ健康法: 背骨を矯正して快適生活 まんが 疲れ・病気を吹き飛ばせ（全1巻）日東書院本社[42]
- 料理がひきたつ包丁さばき　図解！！手順がわかりやすい（全1巻）（指導：梅津弘子）、日東書院[43][44]
- ひとり暮らしの自炊料理―簡単でオイシサ抜群!! （全1巻）日東書院本社[45]
- 本間宗久 相場三昧伝（全1巻）投資レーダー[46]
- 共育宣言　はばたけマツダ営業マン!!（全1巻）（原案：島田眸）、芸文社[47]
- 故事おもしろ話（全1巻）芳文社[48]
- お姉さんの性教育（全1巻）辰巳出版[49]
- ソープ水滸伝（全4巻）（原作：古山寛）、グループ・ゼロ[50]
- 妖魔西遊記（全2巻）グループ・ゼロ[51]
- 魔界真田十勇士（全2巻）グループ・ゼロ[52]
- 峠のごんべ（全1巻）グループ・ゼロ[53]
- 釣りバカ放浪記（全3巻）グループ・ゼロ[54]
- セーラにおまかせ（1・2）（原作：長谷川彰）、けいせい出版[55]
- ちょっと名犬（全3巻）グループ・ゼロ[56]
- ぽっかり雲さん（全2巻）グループ・ゼロ[57]
- ハチャメチャ探偵帳（全24巻）（原作：田原一朗）、ポプラ社[58]
- 恋少女（全1巻）松文館[59]
- H、ピンピン（全1巻）松文館[60]
- 夢少女（全1巻）松文館[60]
- 美少女群（巻数未詳）松文館[60]
- おしゃまな天使（全1巻）松文館[60]
- 未婚女教師（全1巻）松文館[3]
- ロリコン・カーニバル（全1巻）笠倉出版社[3]
- クリ子夫人の冒険（全1巻）辰巳出版[3]
- 純処女先生（全1巻）辰巳出版[3]
- 悪戯っこ、ドキッ（全1巻）けいせい出版[61]
- 猫ニャン忍法（全1巻）コスミックインターナショナル[61]
- たべごろ果実（全1巻）サン出版[61]
- 美人先生のH相談（全1巻）フランス書院[61]
- 順子先生すくらんぶる（全1巻）フランス書院[61]
- いけない人妻（全1巻）フランス書院[61]
- さわってイイのよ（全1巻）フランス書院[61]
- 婦人科診察室（全1巻）フランス書院[61]
- つぼみ開いて（全1巻）フロム出版[3]
- 少女不思議図鑑（全1巻）フロム出版[3]
- 人妻濡れ淫花（全1巻）久保書店[3]
- おナン子クラブ（全1巻）司書房[3]
- 妖魔西遊記（全2巻）司書房[3]
- お好きにベイビィ（全1巻）壱番館[3]
- 危険よベイビイ（全1巻）壱番館[3]
- ハッピーペンギン（全1巻）壱番館[3]

### 名義未確認
- 谷間夢路の世界[要出典]
- 知って得する法律相談[要出典][疑問点 – ノート]
- 男の自炊[要出典][疑問点 – ノート]
- 男の酒の魚[要出典][疑問点 – ノート]
- 背骨イキイキ体操[要出典][疑問点 – ノート]
- 包丁さばき[要出典][疑問点 – ノート]

## アニメ
- 夢路の絶叫劇場
- 本所七不思議化物屋敷の怪
- 日本の妖怪
- 13日の転校生
- 不思議沼の怪物
- 怪奇夢路館（8作品）